# Odontotrypes tryznai
Odontotrypes tryznai är en skalbaggsart som beskrevs av Kral, Karl Franz Josef Malý och Schneider 2001. Odontotrypes tryznai ingår i släktet Odontotrypes och familjen tordyvlar. Inga underarter finns listade i Catalogue of Life.